# Stazione di Rimini Porta Montanara
Stazione di Rimini Porta Montanara 1960-ban bezárt vasútállomás Olaszországban, Rimini településen.

## Vasútvonalak
Az állomást az alábbi vasútvonalak érintették:
- Rimini-Novafeltria-vasútvonal

## Kapcsolódó állomások
A vasútállomáshoz az alábbi állomások vannak a legközelebb:
- Stazione di Fornaci
- Stazione di Rimini Centrale